# Abe no Seimei
Abe no Seimei (japonès: 安倍 晴明)  (Abeno, 26 de febrer de 921 - Japó, 31 d'octubre de 1005) fou un onmyōji, un especialista en l'Onmyōdō durant el Període Heian del Japó. Addicionalment a la seva prominent figura històrica, Seimei és un personatge llegendari del folklore japonès, amb nombroses aparicions no només a històries populars, sinó també a llibres, pel·lícules, sèries, còmics, videojocs i altra ficció antiga i contemporània.
Seimei va treballar com a onmyōji per als emperadors i el govern Heian, assessorant sobre la manera correcta de tractar els problemes a nivell espiritiual. Seimei resava pel benestar dels emperadors i del govern i els assessorava en temes diversos; també va ser astròleg i va predir esdeveniments astrològics. Pels estàndards de la seva època, va gaudir d'una vida extremadament llarga i sense cap malaltia important, quelcom que contribuí a la creença popular que tenia poders místics.
L'altar Seimei, situat a la ciutat de Kyoto, és un famós santuari dedicat a la seva figura. L'estació de tren d'Abeno i el districte del mateix nom d'Osaka fan referència a Seimei, ja que és un dels llocs on les llegendes situen el seu naixement.

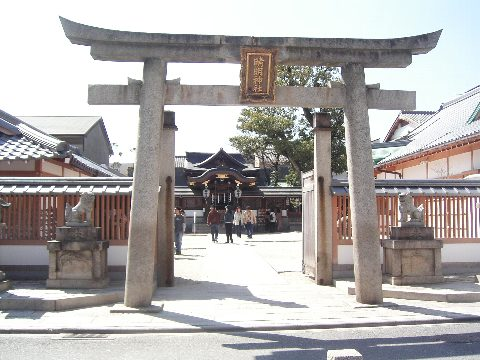
Torii del santuari xintoista Seimei a Kyoto.
El pentagrama mon de Seimei que representa els Cinc Processos.
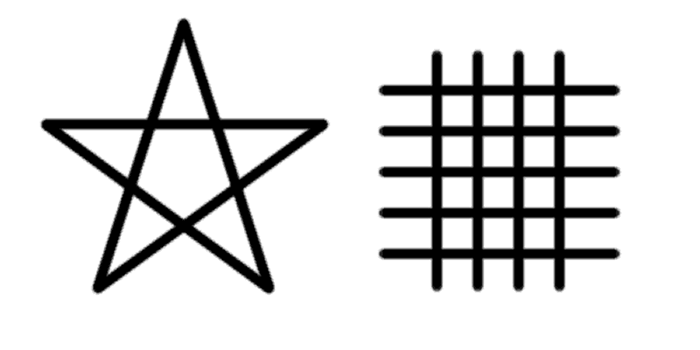
Amulet tradicional japonès format pel pentagrama de Seimei i la retícula de Dōman.

## En la ficció
El nom d'Abe no Seimei apareix en moltes obres de ficció, incloent pel·lícules, sèries, manga, anime i videojocs; se'l representa habitualment com un personatge amistós i savi, i rarament com un enemic.
La fascinació pel persontge a tots els nivells i la seva gran popularitat ha fet que Abe no Seimei fins i tot fos representat en diverses obres de ficció japoneses com un bishōnen.